# Karim Ali Fathi
Karim Ali Fathi (* 30. Mai 1993 in Kairo) ist ein ehemaliger ägyptischer Squashspieler.

## Karriere
Karim Ali Fathi begann seine professionelle Karriere im Jahr 2009 und gewann zehn Turniere auf der PSA World Tour. Seine höchste Platzierung in der Weltrangliste erreichte er mit Rang 33 im September 2017. Bereits in seiner Zeit bei den Junioren feierte er größere Erfolge. So gewann er mehrfach den Titel bei den British Junior Open.

## Erfolge
- Gewonnene PSA-Titel: 10